# 東京都政策連携団体
東京都政策連携団体（とうきょうとせいさくれんけいだんたい）は東京都と協働して事業等を執行し、又は提案し、東京都と政策実現に向け連携するなど、特に都政との関連性が高い団体で、全庁的に指導監督を行う必要がある団体（いわゆる外郭団体）である。2019年3月までの名称は東京都監理団体（とうきょうとかんりだんたい）であった。

## 定義
東京都政策連携団体は東京都と協働して事業等を執行し、又は提案し、東京都と政策実現に向け連携するなど、特に都政との関連性が高い団体で、全庁的に指導監督を行う必要があるもので、原則として次のいずれかに該当するものである。
1. 東京都が基本財産に出資等を行っている公益法人[3]
2. 東京都が資本金の25％以上出資している株式会社
3. その他特に指導監督を必要とする団体[4]

なお、上記の基準に該当する団体でも、次のいずれかに該当するものについては、政策連携団体の対象から外れる。これらは、運営状況の報告を受けるのみにとどまる「事業協力団体」とされ、東京地下鉄、首都高速道路、ゆりかもめなどが該当する。
1. 継続的な東京都職員の派遣及び東京都からの財政支出が僅少である団体
2. 特殊法人など国による関与が強く、東京都が指導監督する範囲が狭い団体
3. 他団体による関与が強く、東京都が指導監督する範囲が狭い団体
4. 地方独立行政法人など個別の法令により効率的な運営を行うための仕組みが確保されている団体
5. 政策連携団体である持株会社の子会社
6. その他全庁的な指導監督を行う必要がないものとして総務局長が認める団体

## 東京都政策連携団体の一覧
2023年7月24日現在の東京都政策連携団体は下記のとおりである。
- 総務局
  - 公益財団法人東京都人権啓発センター
  - 公益財団法人東京都島しょ振興公社
- デジタルサービス局
  - 一般財団法人GovTech東京
- 主税局
  - 公益財団法人東京税務協会
- 生活文化スポーツ局
  - 公益財団法人東京都歴史文化財団
  - 公益財団法人東京都交響楽団
  - 一般財団法人東京都つながり創生財団
  - 公益財団法人東京都スポーツ文化事業団
  - 一般財団法人東京マラソン財団
  - 株式会社東京スタジアム
- 都市整備局
  - 公益財団法人東京都都市づくり公社
  - 多摩都市モノレール株式会社
  - 東京臨海高速鉄道株式会社
  - 株式会社多摩ニュータウン開発センター
- 住宅政策本部
  - 東京都住宅供給公社
- 環境局・産業労働局
  - 公益財団法人東京都環境公社（旧・財団法人東京都環境整備公社[7]）
- 福祉局
  - 公益財団法人東京都福祉保健財団
  - 社会福祉法人東京都社会福祉事業団
- 保健医療局
  - 公益財団法人東京都医学総合研究所
- 産業労働局
  - 公益財団法人東京都中小企業振興公社
  - 公益財団法人東京しごと財団
  - 公益財団法人東京都農林水産振興財団
  - 公益財団法人東京観光財団
  - 株式会社東京国際フォーラム
- 港湾局・産業労働局
  - 株式会社東京臨海ホールディングス
- 建設局
  - 公益財団法人東京動物園協会
  - 公益財団法人東京都公園協会
  - 公益財団法人東京都道路整備保全公社
- 教育庁
  - 公益財団法人東京学校支援機構
- 東京消防庁
  - 公益財団法人東京防災救急協会
- 交通局
  - 東京交通サービス株式会社
- 水道局
  - 東京水道株式会社
- 下水道局
  - 東京都下水道サービス株式会社